# ホピ・ダート
ホピ・ダート（Hopi Dart）はアメリカ合衆国の観測ロケット。1963年から1964年にかけて21発が打ち上げられた。うち4発が失敗している。
単段式ロケットで、ホピIII（Hopi III）とダートから構成される。2段目のダートは推進力を持たず、ペイロードの射出機能を備えていた。

## データ
- 合計質量: 38 kg
- ペイロード:4.99 kg
- 全長:  3.32 m
- 直径: 0.11 m
- 翼長: 0.45 m
- 高度: 116 km
- 初飛行: 1963-02-28
- 最終飛行: 1964-11-23
- 発射回数:21